# Noah Awuku
Noah Awuku (* 9. Januar 2000 in Kiel) ist ein deutscher Fußballspieler, der beim SV Todesfelde unter Vertrag steht und mehrfach für deutsche Nachwuchsnationalmannschaften gespielt hat.

## Karriere
Awuku begann beim FC Kilia Kiel mit dem Fußballspielen und wechselte zur Saison 2013/14 im Alter von 13 Jahren zu den C1-Junioren (U15) von Holstein Kiel. In der Saison 2014/15 kam er als älterer Spieler des C-Junioren-Jahrgangs bereits zu einem Einsatz für die B1-Junioren (U17) in der B-Junioren-Bundesliga Nord/Nordost, bei dem er ein Tor erzielte. Die Kieler U17 stieg jedoch in die B-Junioren-Regionalliga Nord ab, in der Awuku in der Saison 2015/16 mit der U17 regulär spielte und Meister wurde, wodurch man wieder in die höchste U17-Spielklasse aufstieg. In der Saison 2016/17 zählte Awuku in der B-Junioren-Bundesliga zum Stammpersonal und erzielte in 22 Einsätzen 11 Tore. Zudem kam er parallel bereits zu Einsätzen für die A-Junioren (U19) in der A-Junioren-Bundesliga Nord/Nordost. Im Januar 2017 nahm er zudem unter dem Cheftrainer Markus Anfang mit der Drittligamannschaft am Wintertrainingslager teil, woraufhin er im April 2017 seinen ersten Profivertrag mit einer Laufzeit bis zum 30. Juni 2021 erhielt.
Wie bei der Unterzeichnung seines ersten Profivertrags angekündigt, rückte der 17-Jährige zur Saison 2017/18 in die Profimannschaft auf, die zuvor in die 2. Bundesliga aufgestiegen war. Unter Anfang stand Awuku jedoch bei keinem Pflichtspiel im Spieltagskader. Der Stürmer sammelte Spielpraxis bei der U19, der er in dieser Saison formal als junger Jahrgang angehörte.
Zur Saison 2018/19 übernahm Tim Walter die Mannschaft. Unter ihm debütierte Awuku Ende Oktober 2019 in der 2. Bundesliga und kam im März 2019 auf einen weiteren Zweitligaeinsatz. Awuku sammelte Spielpraxis in der zweiten Mannschaft in der viertklassigen Regionalliga Nord, für die in 30 Spielen 8 Tore erzielte.
Nachdem Awuku auch unter André Schubert, der die Kieler in der Sommerpause 2019 übernommen hatte, nicht zum Einsatz gekommen war, wechselte er Anfang September 2019 bis zum Ende der Saison 2019/20 zum Drittligisten Chemnitzer FC. Für die Sachsen konnte Awuku in 7 Drittligaspielen einmal treffen und lief auch 3-mal im Sachsenpokal (1 Tor) auf, bevor er sich vor der Winterpause einen Kreuzbandriss zuzog und für den Rest der Saison ausfiel. Ohne Awuku gewannen Chemnitzer zwar den Sachsenpokal und qualifizierten sich somit für den DFB-Pokal, stiegen aber in die Regionalliga Nordost ab.
Zur Saison 2020/21 kehrte der 20-Jährige zu Holstein Kiel zurück. Im September 2020 zog er sich eine Achillessehnenruptur zu. Mitte Dezember 2020 wurde sein zum Saisonende auslaufender Vertrag bis zum 30. Juni 2023 verlängert. In der Folge gehörte er weiter dem Profikader an, kam aber ausschließlich für die zweite Mannschaft in der Regionalliga Nord zum Einsatz.
Vor der Saison 2023/24 wechselte er innerhalb der Regionalliga Nord zu Eintracht Norderstedt. Nach 16 Ligaeinsätzen (zweimal in der Startelf) und drei Toren wechselte er zur Saison 2024/25 zum Ligakonkurrenten und Aufsteiger SV Todesfelde.

## Erfolge
- Sachsenpokal-Sieger: 2020
- Meister der B-Junioren-Regionalliga Nord und Aufstieg in die B-Junioren-Bundesliga: 2016